# Saint-Mars-sur-Colmont
Saint-Mars-sur-Colmont là một xã của tỉnh Mayenne, thuộc vùng Pays de la Loire, tây bắc nước Pháp.